# Classificação de Programas de Televisão em Portugal
Classificação de Programas de Televisão é um acordo de autorregulação sobre a classificação de programas de televisão em Portugal, e foi assinado a 13 de Setembro de 2006 entre os canais RTP, SIC e TVI. Este método tem como finalidade proporcionar aos consumidores um guia de escolha adequada à sua faixa etária e, aos educadores, uma orientação sobre o visionamento dos conteúdos transmitidos pelas estações portuguesas.

## Objetivo
As três estações generalistas de Portugal, RTP, SIC e TVI, assinaram um acordo de autorregulação que consiste na concertação entre empresas e/ou agentes de um sector de atividade para agirem conjuntamente a fim de aplicar condutas que sirvam o interesse público. Este documento serviu para a criação de sistema de classificação de conteúdos, visando apresentar nas suas emissões um aconselhamento etário "esteticamente claro e homogéneo".

## Assinatura e critérios
A assinatura formal do documento ocorreu no Salão Nobre do Centro Cultural de Belém, em Lisboa, numa quarta-feira no dia 13 de Setembro de 2003, reunindo os diretores de programas dos três canais naquele período, Nuno Santos (RTP), Francisco Penim (SIC) e José Eduardo Moniz (TVI).
Seguindo uma experiência europeia, o acordo ficou definido para que a classificação de programas de cada operador seja executada por uma comissão multidisciplinar interna, guiada pela observação de oito critérios definidos a partir das duas variáveis: comportamento social e temas de conflito. Estas alíneas de observação percorrem a temática geral, a linguagem, a nudez, o sexo, a agressividade/violência, os comportamentos imitáveis, o medo, e as  drogas/álcool/tabaco.

## Aplicação
Segundo o acordo definido pelos diretores de programas das respetivas estações generalistas, a classificação abrange os programas emitidos em cobertura geral hertziana (Free-to-Air). A Entidade Reguladora para a Comunicação Social (ERC) é responsável pelo audiovisual e comunicação social, funcionando complementarmente ao regulador estatal do setor, e excluindo peças de comunicação avaliadas por outras instituições, como a Comissão de Classificação de Espetáculos.

## Faixas de classificação
De acordo com o sistema de classificação e a sinalética de antena, as faixas de classificação são as seguintes:
| Ícone | Denominação | Descrição |
| ----- | ----------- | --- |
|       | Todos       | Esta classificação é atribuída aos programas destinados a todos os públicos, sem restrição de conteúdos. Nota: Esta é também a única classificação permitida para conteúdo de rubrica infantil (como o Zig Zag) e o canal SIC K só pode dar programas com esta classificação. |
|       | 10AP        | Esta classificação é atribuída aos programas destinados a indivíduos com mais de dez anos, e é aconselhado o acompanhamento parental (AP). Esta classificação ainda está dentro das crianças, mas não para as do ensino primário. Denota-se que em princípio todo o público pode assistir, embora algumas cenas podem não ser aconselhadas a menores mais sensíveis, e os pais devem avaliar o seu conteúdo. Nota: Esta classificação já é severamente proibida em rubricas infantis e por isso os pais e educadores de infância têm de analisar atentamente o conteúdo. E as emissões de desenhos animados pagos e adquiridos pelas emissoras já são obrigadas a ocorrer em horário nobre (como Os Simpsons). |
|       | 12AP        | Esta classificação é atribuída aos programas destinados a indivíduos com mais de doze anos, e é aconselhado o acompanhamento parental (AP). Denota-se que em princípio todo o público pré e adolescente pode assistir. O tratamento dos temas deve ser adequado às diferentes fases da adolescência, mas alguns dos tópicos podem exigir um particular grau de maturidade, logo os pais e educadores são aconselhados a avaliar o seu conteúdo. |
|       | 16          | Esta classificação é atribuída aos programas destinados a indivíduos com mais de dezasseis anos. Presume-se que o público que assiste está previamente informado sobre este tipo de programas e o seu respectivo conteúdo, o qual poderá revelar-se susceptível de influir de modo negativo na formação da personalidade, devido à exibição de conteúdo violento. |